# Університет Геріот-Ватт
Університет Геріот-Ватта (англ. Heriot-Watt University) — університет, заснований в Единбурзі, Шотландія. Названий на пам'ять про Джорджа Геріота, фінансиста короля Якова (XVI століття), і Джеймса Ватта, винахідника й інженера (XVIII століття).
Частиною університету є Единбурзька школа бізнесу.